# Warner-Lambert
Pour les articles homonymes, voir Warner et Lambert.
Warner-Lambert était un conglomérat américain basé dans le Comté de Morris (New Jersey) et actif dans les domaines de l'alimentation, l'hygiène et la pharmacie. Racheté par Pfizer en 2000, la totalité de ses activités ont été reprises par son acquéreur et elle est aujourd'hui disparue.

## Histoire
L'entreprise est créée en 1955, lors de la fusion de deux entreprises pharmaceutiques : Warner et Lambert Pharmacal Company (créateur de Listerine).
Elle grossit rapidement par fusion et acquisition d'entreprises concurrentes. Elle prend le contrôle, entre autres, de l'entreprise pharmaceutique Parke-Davis en 1970, des rasoirs Schick et Wilkinson Sword, de l'entreprise de nourriture pour poissons Tetra, de pastille Vichy en 1988 et de Cachou Lajaunie en 1993.

## Produits vedettes

### Produits pharmaceutiques
- Lipitor, Tahor (atorvastatine, traitement du cholestérol) ;
- Sudafed (pseudoéphédrine, décongestionnant) ;
- Listerine ;

## Autres produits
- Rasoirs Wilkinson Sword ;
- Cachou Lajaunie ;
- Pastille Vichy ;
- Chewing-gum Chiclets (en) et Dentyne (en)
- Brosses à dents Jordan (en)